# Minnesota Wild
Minnesota Wild je hokejaški klub iz St. Paula u američkoj saveznoj državi Minnesoti.
Pridružio se NHL ligi od sezone 2000/01.
Domaće klizalište: 
- Xcel Energy Center

Klupske boje:

## Vanjske poveznice
Minnesota Wild